# Junceustreptus browningi
Junceustreptus browningi är en mångfotingart som beskrevs av Demange 1961. Junceustreptus browningi ingår i släktet Junceustreptus och familjen Harpagophoridae. Inga underarter finns listade i Catalogue of Life.